# Dabiq (magazine)
Dabiq (arabe : دابق) est un magazine publié sur Internet par le groupe terroriste État islamique. Ce magazine de propagande prétend justifier les actes commis par le groupe comme l'esclavage et les décapitations avec des rhétoriques violentes et apocalyptiques. Il est remplacé depuis septembre 2016 par le magazine Rumiyah.

## Théories mises en avant
Le nom du magazine vient de la ville de Dabiq, au nord de la Syrie. D'après l'eschatologie islamique, c'est là où les armées de l’islam affronteront les forces anti-islamiques lors de l'apocalypse,. En août 1516, la bataille de Marj Dabiq avait marqué la victoire des Ottomans sur les mamelouks ; en octobre 2016, Dabiq et ses environs sont pris par l'Armée syrienne libre (d'où peut-être l'arrêt d'édition du magazine).
Dans son numéro d'octobre 2014, un photomontage sur la couverture intitulée « L'échec de la croisade » montre le drapeau noir de l'État islamique flottant sur l'obélisque égyptien situé au centre de la place Saint-Pierre au Vatican. L'imam bosniaque Bilal Bosnić était également cité, avec la phrase « Le moment venu, le monde entier sera un État islamique [...] Notre but est de nous assurer que même le Vatican devienne musulman ».
Le même numéro contenait un article intitulé « La renaissance de l'esclavage avant l'Heure », qui reconnaissait la mise en esclavage des femmes yézidies après avoir envahi leurs villages dans l'Irak du Nord-Ouest. L'article présentait les justifications religieuses à l'esclavage et chantait les louanges de sa renaissance,,,,.

## Autres publications
D'autres périodiques sont publiées en ligne par l'organisation État islamique :
- Dar al-Islam (signifiant « Pays d'islam »), édité en français, de décembre 2014 jusqu'en 2016 ;
- Konstantiniyye (en) (« Constantinople »), en turc, depuis juin 2015 ;
- Rumiyah (« Rome »), en arabe, anglais, allemand, français, indonésien et turc, depuis septembre 2016[11].

Ces publications sont en concurrence avec :
- Inspire, en anglais, publiée par Al-Qaïda dans la péninsule arabique depuis juillet 2010 ;
- al-Risalah, en anglais, publiée par le Front al-Nosra (Al-Qaïda en Syrie) depuis juillet 2015.